# Dichagyris argentea
Dichagyris argentea är en fjärilsart som beskrevs av Igor Kozhanchikov 1930. Dichagyris argentea ingår i släktet Dichagyris och familjen nattflyn. Inga underarter finns listade i Catalogue of Life.